# Раян Гарсія
Раян Гарсія (англ. Ryan Garcia; 8 серпня 1998, Вікторвілл, Каліфорнія, США) — американський професійний боксер мексиканського походження, який виступає в легкій вазі серед професіоналів. «Тимчасовий» чемпіон світу за версією WBC (2021) у легкій вазі та володар титулів за версіями NABF (2018—2019), WBO (NABO) (2018) у другій напівлегкій вазі і WBC (Silver) (2019 — 2021), WBO (NABO) (2019) у легкій вазі.

## Ранні роки
Займатися боксом Раян Гарсія почав з 7 років. Провів у аматорському боксі більше 200 поєдинків і ставав переможцем престижних національних турнірів.

## Професійна кар'єра
Дебютував на професійному рингу 9 червня 2016 року, здобувши перемогу технічним нокаутом у 1-му раунді над мексиканцем Едгаром Меза. Чотири перших боя пройшли в Мексиці через те, що Раяну не було ще 18 років, і він не мав права боксувати в США. Протягом 2016—2017 років провів 13 переможних боїв, з яких лише один тривав увесь відведений час. 2017 року Гарсія був одним з головних претендентів на перемогу в номінації проспект року за версією журналу Ринг і став переможцем за версією ESPN.
Ще не маючи жодного титулу, Гарсія став дуже популярним через активність у соціальних мережах — у нього мільйони підписників у Instagram та TikTok.
4 травня 2018 року Гарсія здобув впевнену перемогу за очками над екс-претендентом на титул чемпіона світу Джейсоном Велесом (Пуерто-Рико).
2 листопада 2019 року в бою проти філіппінця Ромеро Дуно Гарсія завоював вакантний титул чемпіона за версією WBC Silver і титул WBO NABO в легкій вазі.
14 лютого 2020 року у 1-му раунді нокаутував досвідченого нікарагуанця Франсиско Фонсеку (англ.)  (25-2-2), і захистив титул чемпіона за версією WBC Silver в легкій вазі.

### Гарсія проти Кемпбелла
2 січня 2021 року Гарсія зустрівся в бою за титул «тимчасового» чемпіона за версією WBC в легкій вазі з дворазовим претендентом на титул чемпіона світу британцем Люком Кемпбеллом. Він впевнено розпочав бій, але у другому раунді пропустив лівий хук і опинився в нокдауні. Втім Кемпбелл не пішов добивати суперника після продовження бою, і Гарсія почав відігрувати очки. Наприкінці п'ятого раунду вже він потряс британця, а у сьомому раунді завдав жорсткого удару в печінку, і Кемпбелл не зміг продовжити бій.

### Гарсія проти Девіса
Однією з найбільш очікуваних подій 2023-го року у світі боксу став бій між Раяном Гарсією і Джервонтою Девісом. Девіс володів перевагою протягом більшої частини поєдинку і у другому раунді надіслав опонента в нокдаун, а у сьомому завдав удару в корпус, після якого Гарсія не зміг продовжувати бій, зазнавши таким чином першої в кар'єрі поразки.

### Гарсія проти Хейні
20 квітня 2024 року зустрівся в бою з чемпіоном WBC у першій напівсередній вазі Девіном Хейні (США). 
Титул чемпіона був на кону цього бою лише для Хейні, оскільки Гарсія важив перед боєм 143,2 фунта, що на 3,2 фунта перевищує ліміт ваги. Через проблеми з вагою Гарсія втратив до 600 000 доларів із свого гаманця.
Гарсія виграв бій рішенням більшості суддів. Він надсилав Хейні в нокдауни у 7, 10 і 11 раундах.
Після поєдинку Раян Гарсія провалив допінг тест тому поєдинок визнали таким який не відбувся і дискваліфікували на 1 рік .